# 肖恩·斯库利
肖恩·斯库利（Sean Scully，1945年6月30日—）是战后抽象主义绘画中一位重要的人物。他1945年出生于爱尔兰都柏林，1975年移民美国；现在创作和生活于美国纽约、西班牙巴塞罗那和德国慕尼黑。他曾于1989年和1993年两次获得英国『特纳奖』提名，常年受邀在世界顶级博物馆和艺术机构广泛巡展，作品被超过150个国际主要博物馆收藏。肖恩·斯库利被哲学家和艺术评论家阿瑟·丹托评论为“属于我们这个时代重要的油画大师之一。” 

## 生平
肖恩曾就读于克罗伊登艺术学院与纽卡斯尔大学，1973年获哈佛大学研究生奖学金，1983年获古根汉姆奖金；2003年荣获波士顿麻省理工大学和都柏林爱尔兰国立大学的荣誉学位。斯库利现任普林斯顿大学客座艺术教授、慕尼黑造型艺术学院教授；并在纽约切尔西艺术设计学院、伦敦金匠艺术设计学院、纽约帕森学院任教。
肖恩在艺术方面亦有重要著述，他与爱尔兰著名戏剧家塞谬尔.贝克特和U2乐团主唱Bono建立了深厚友谊。Bono曾经形容肖恩为“灵魂的瓦工”，他说：“我很幸运能与肖恩.斯库利的作品生活在一起。它们无庸置疑是音乐的、富有诗意的。”  

## 重要展览与永久收藏
肖恩.斯库利曾广泛巡展于世界各大美术馆，包括纽约大都会博物馆、西班牙米罗基金会、华盛顿史密森博物馆、圣保罗Pinacoteca博物馆、意大利那不勒斯美术馆、德国路德维希博物馆、美国费城艺术博物馆、苏格兰国家博物馆和瑞士伯尔尼美术馆等等。
他的作品被150家重要公共博物馆收藏，其中包括：纽约现代艺术博物馆（MoMA）、伦敦泰特美术馆、华盛顿國家藝廊、马德里雷纳索菲亚博物馆、纽约所羅門·古根漢美術館、墨西哥现代美术馆、澳大利亚国家美术馆、英国文化协会、日本名古屋市美术馆、巴黎蓬皮杜艺术中心、美国德州福斯沃斯博物馆、华盛顿菲利普陈列馆、伦敦维多利亚和阿尔伯特博物馆、悉尼Power当代艺术中心、华盛顿史密斯美术馆、洛杉矶县立艺术博物馆、都柏林爱尔兰现代艺术博物馆、委内瑞拉加拉斯当代艺术博物馆、休斯顿美术馆和澳大利亚堪培拉国家美术馆等等。

## 艺术创作与评论
肖恩·斯库利的创作形式包括油画、水粉和水彩画、素描、摄影和雕塑。澳大利亚国家美术馆馆长布莱恩·肯尼迪说：“肖恩·斯库利是战后抽象主义绘画中重要的一位国际艺术大师。他的作品受到马克·罗斯科的影响，为几何线条的构成主义作品带来绘画笔触的感性艺术气息。斯库利的作品包括以排列组合重复出现的方形和矩形图案，以及棋盘形的图案。”

## 出版物
他曾出版过众多图录和著作，并被翻译成多国语言，包括2006年出版的《肖恩·斯库利选录著作：抗拒与坚持》。 

## 肖恩·斯库利自述
“我想我总是想为近乎宗教式的原因创作艺术，就像马蒂斯的方式。马蒂斯曾说，‘我对生活有种宗教式的感情’。并不是说他信教。我有相同的感觉。我希望用精神的信仰，引导精神性的艺术创作，我想做出真正打动人心的作品。” 